# Jorge Sassi
Jorge Alberto Sassi (Rafaela, 17 de noviembre de 1947 - Buenos Aires, 9 de febrero de 2015) fue un actor y humorista argentino.

## Biografía
Nació en la localidad de Rafaela, Provincia de Santa Fe. Inició su carrera en Buenos Aires a fines de los años 1960 como extra en el film Humo de marihuana, de Lucas Demare. En los años 1970 participó en varias películas interpretando personajes menores y en 1979 realizó su primera intervención en televisión, en Novia de vacaciones. En los años ochenta participó en escenas de violencia en policiales como El desquite, En retirada y La búsqueda.
Participó en 30 películas, entre ellas Gente en Buenos Aires, La Madre María, La Mary, Gran Valor en la Facultad de Medicina y Rompecorazones ―la cual protagonizó―.
También participó en varias telenovelas, como
Amo y señor (con Arnaldo André),
La banda del Golden Rocket,
Verano del 98,
Sos mi vida y
Dulce amor Valientes 2009.
A principios de los noventa trabajó con Tato Bores en varios programas. Trabajó en muchas obras de teatro.    Casado con la actriz Cristina Allende con quien tuvo un hijo, Diego Sassi. Divorciados en 1983. Nunca se volvió a casar. Vivió un tiempo con María José Demare pero volvió luego con su exesposa Cristina Allende con quien estuvo hasta el día de su fallecimiento

## Fallecimiento
Jorge Sassi murió el lunes 9 de febrero de 2015 a las 5 a. m., a los 67 años de edad, tras estar internado desde noviembre de 2014 en el Sanatorio de la Providencia, en la Ciudad de Buenos Aires, debido a complicaciones renales, específicamente una insuficiencia renal crónica que padecía desde hacía un año.
Sus restos descansan en el panteón de la Asociación Argentina de Actores del Cementerio de la Chacarita.

## Filmografía
- La tregua (1974) ...Suarez
- La Mary (1974)
- Las procesadas (1975) ...Ricardo Lomas
- Solamente ella (1975)
- Proceso a la infamia (1978)
- Allá lejos y hace tiempo (1978)
- Un idilio de estación (1978)
- ...Y mañana serán hombres (1979)
- Los drogadictos (1979)
- Este loco amor loco (1979)
- Queridas amigas (1980)
- Gran Valor en la Facultad de Medicina (1981)
- ¿Somos? (1982)
- El desquite (1983) ...Antúnez
- No habrá más penas ni olvido (1983)
- En retirada (1984) ....Amante de Cecilia
- La búsqueda...Rengo
- Los gatos (prostitución de alto nivel) (1985)
- A dos aguas (1987) ...alter ego de Rey
- Después de ayer (1987)
- Rompecorazones (1992) ...Mario
- Al filo de la ley (1992) ...Oficial Sánchez
- El condenado  (cortometraje)  (2000)
- Mar de amores (1997) ...Robbie
- Los hombres que ríen (mediometraje) (2000) ...Julián

## Televisión
- Novia de vacaciones (serie) (1979) ...Dino
- Amo y señor (serie) (1984) ...Félix
- El lobo (serie) (1986)
- Shoppin Center 2 (1989)
- Tato diet (serie) (1989)
- Tato en busca de la vereda del sol (serie) (1990)
- Tato, la leyenda continúa (serie) (1991)
- La banda del Golden Rocket (1991)
- Gran Hotel Casino (serie) (1992) ...Administrador
- Gerente de familia (1993-1994)
- Hola papi (1995)
- Como pan caliente (1996)
- Poliladron (1996)
- Los herederos del poder (serie) (1997) ...Inspector
- Archivo negro (1997)
- Mi familia es un dibujo (1997)
- Verano del '98 (serie) (1998) ...Bonfiglio
- Buenos vecinos (1999)
- Salvajes (serie) (1999)
- Encubiertos (serie) (2003) ...Lozano
- Sos mi vida (serie) (2006) ...Dr. Julio Dufre
- Casados con hijos (serie) Vergara (2006)
- La ley del amor (serie) (2007)
- Mujeres de nadie (serie) (2007) ... Dr. Felipe Malfati
- Valientes (serie) (2009)... Heriberto Marcelino Montefusco
- Peanuts One Dollar ...Dr. De Feo
- Historias de la primera vez (miniserie) en La primera vez que desperté (2011) ... Guillermo
- Víndica (miniserie) (2011) en Cuadro de familia, La licitación y Los amigos del campeón
- Adictos (serie) (2011) en TKM como Arturo
- Dulce amor (serie) (2012-2013)...Emilio Mejía

## Teatro
- Capitán Echelle Capitán Seso (1973)
- El humor es Sassi  (1989-1990)
- No tan brujos (1993)
- Cuerpo a cuerpo (Desconcierto oral) (1996)
- Adriano VII (en el Teatro Municipal General San Martín).
- El gran show del cabaret Bijou
- Risas en el piso 23 (en el teatro Lorange)
- Kvetch
- Eiciú
- Laberinto de espejos
- El gran bar de tu hermana
- Sarasasassi.
- Sobre el daño que hace el tabaco
- Luz de gas (con Dora Baret).